# Battaglia di Torrita
La battaglia di Torrita, svoltasi nel 1358, fu una delle più lunghe battaglie del XIV secolo. Venne combattuta nei territori di Cortona, del "Chiugi" e di Torrita, tra la Repubblica di Siena ed il Comune di Perugia per il controllo di Montepulciano, dominata dalla potente famiglia dei Del Pecora, Signori di Valiano.

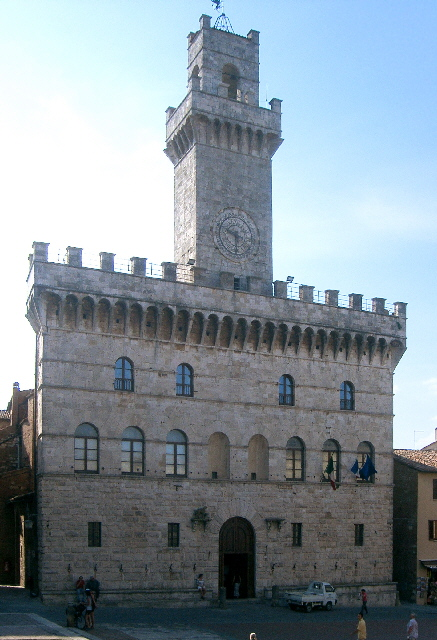
Comune di Montepulciano
Ex: "Signoria"

## Antefatti
Già dal 1280 Siena, per proteggersi dalla ribelle Montepulciano alleata con il Comune di Perugia, aveva allestito un presidio con uomini e cavalli nel castello di Torrita..
Agli inizi del secolo XIV Montepulciano fu di nuovo sottoposta al controllo di Siena, mentre Perugia, che esercitava una continua pressione militare in tutto il territorio della Val di Chiana, si impadronì dei territori di Monte San Savino, Lucignano e Foiano.
Nel 1355 i poliziani tentarono riconquistare l'antica autonomia: dopo aver distrutto la rocca, presidiata dalla guarnigione senese, chiesero di nuovo la protezione di Perugia, che già dominava i castelli limitrofi, rendendo inevitabile il conflitto armato tra le due potenze guelfe.

## Prima fase
Nel dicembre del 1357 Cortona ed il suo territorio vennero occupati dalle truppe perugine, appartenenti alla fazione popolare dei Raspanti capitanata da Leggieri d'Andreotto.
I Perugini, forti di 400 cavalieri e numerosi fanti comandati da Leggieri, non riuscendo ad occupare Cortona si accamparono nei pressi della canova dell'Ossaia, determinati ad assediare la città. Bartolomeo Casali, signore di Cortona, per liberarsi dalla morsa dell'assedio, si alleò con i senesi che assoldarono il capitano di ventura Anichino di Bongardo che si trovava nel territorio senese con un forte esercito, al soldo di Barnabò Visconti, con il compito di proteggere il territorio senese dalla minacciosa espansione della Repubblica di Firenze.
Il 18 marzo 1358, Anichino, con 800 cavalieri e 400 fanti ed una brigata di ungheresi uniti a milizie senesi comandate dal conte Nolfo d'Urbino, marciarono alla volta di Torrita e, dopo averla espugnata, raggiunsero l'accampamento perugino ad Ossaia ed inseguirono il nemico nel territorio del Chiugi, costringendolo alla fuga nelle colline settentrionali del Trasimeno.

## Battaglia finale

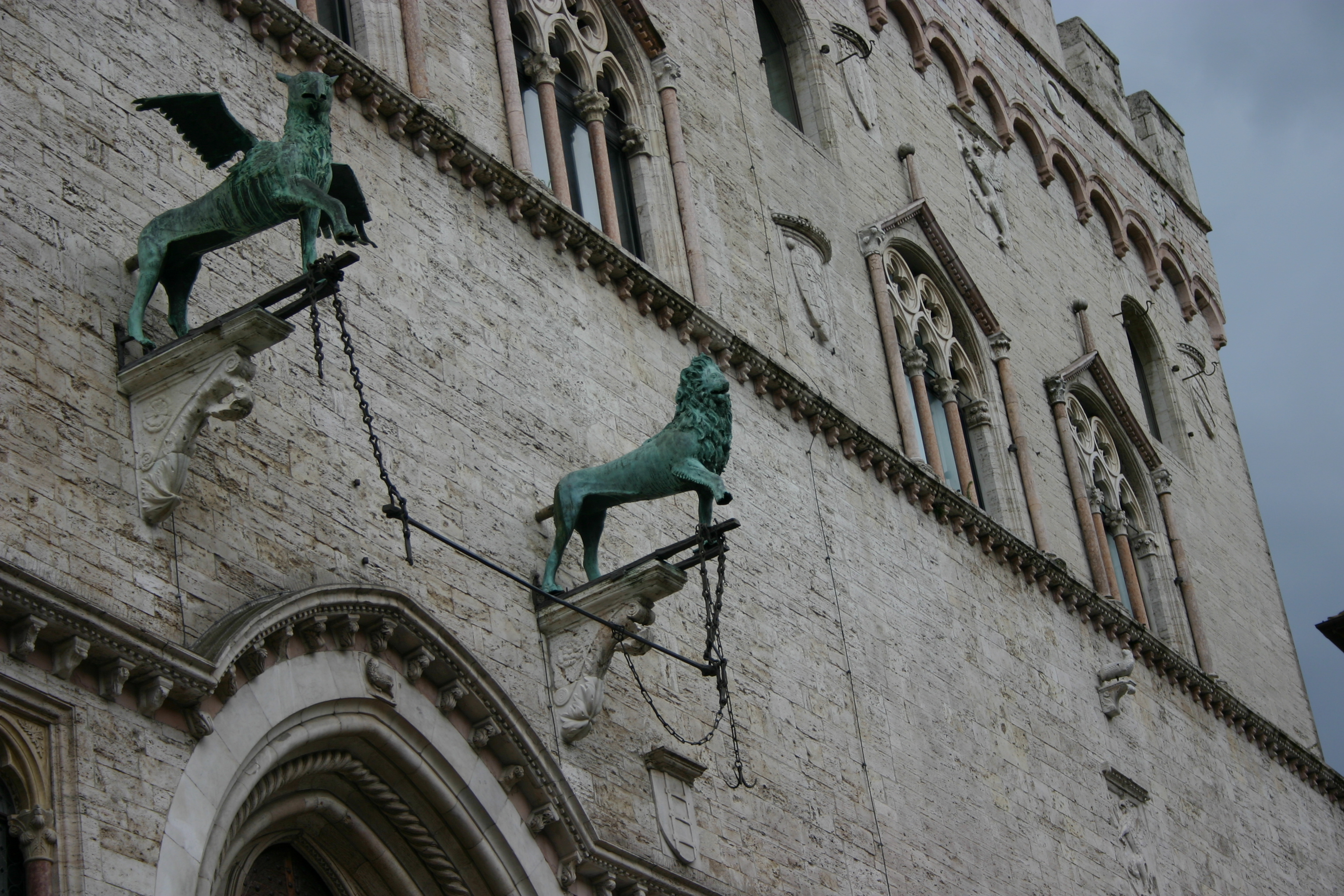
Le catene e le sbarre della porta di Siena pendono nella facciata del Palazzo dei Priori di Perugia.

Il Comune di Perugia, a seguito della cocente sconfitta e dopo un estenuante tentativo di mediazione intrapreso invano da Firenze, preparò la rivincita stipendiando nuovi mercenari con 800 barbute al seguito di un notevole contingente di milizie cittadine: 6000 fanti e 400 ungari, al comando di Smeduccio da San Severino. Le milizie perugine stazionarono nell'accampamento di Gracciano, mentre quelle senesi si accamparono in Torrita. Il 9 aprile i perugini inviarono nel campo avverso il guanto di sfida, accettato dal Bongardo ma respinto dai comandanti senesi, favorevoli al rinvio della battaglia..
Il 10 aprile, 40 cavalieri senesi uscirono dalle mura dell'accampamento, ma rimasero sopraffatti dal nemico e costretti a ripiegare. Vedendo avanzare il nemico, anche il Bongardo uscì dalle mura, ma i perugini grazie alla superiorità numerica circondarono i mercenari e catturarono Anichino, provocando la ritirata delle milizie.
Stimando comunque troppo difficile la presa di Torrita, i perugini inseguirono senesi in rotta fino alle porte di Siena. Nella fuga i senesi persero 400 prigionieri, 49 stendardi e l'insegna imperiale donata da Carlo IV al Comune di Siena.  I trofei militari riportati in Perugia suscitarono grande gioia nella popolazione che intese gratificare tutti i capitani perugini con il titolo di "Cavaliere" ed in particolare quattro alleati Poliziani che si distinsero particolarmente nella battaglia di Torrita: Giovanni e Gherardo Del Pecora e i nipoti Bertoldo e Corradino, insigniti " Cavalieri " e remunerati con la rendita vitalizia della posta di Valiano.. Ancor oggi dalle mensole delle due statue in bronzo (leone guelfo e grifo perugino) che sormontano il portale del palazzo dei Priori di Perugia, ad perpetuam rei memoriam, pendono catene e sbarre tolte alle porte di Siena nella battaglia di Torrita.

## Conseguenze
La contesa tra Perugia e Siena si concluse in Firenze nel 1359. Le due città, debilitate dai costi delle battaglie, dalle devastazioni delle milizie mercenarie e dalle loro ingenti richieste di denaro per interrompere i saccheggi, più che animate dalla volontà di pace, dettero esecuzione al lodo già sottoscritto in Arezzo nel 1358. Questo, formulato dal vescovo di Torcello legato pontificio in Romagna, risultò essere più favorevole ai vinti che ai vincitori: stabiliva una limitata autonomia di Montepulciano, mentre Perugia doveva ritirarsi da molti castelli conquistati in Val di Chiana..

Siena, all'epoca potenza commerciale e finanziaria, favorita da quel lodo ed intendendo espandere la propria influenza politico-economica anche nel territorio cortonese, ordinò di costruire a proprie spese il Ponte delle Chianacce, presso Torrita, e di assicurare con fortilizi il passaggio sulla sponda cortonese. Passaggio che venne presidiato da milizie armate, con diritto di percepire pedaggi da dividere con il Signore cortonese Bartolomeo Casali. Nell'ultimo periodo del secolo XIV, i ponti di legno di Valiano e Torrita facilitarono le scorrerie ed i saccheggi della Compagnia di Ventura di Boldrino da Panicale, comandante generale delle milizie pontificie di Urbano IV. Nel fertile territorio adiacente alla palude della Chiana, ricco di messi e foraggi, saccheggi e devastazioni ebbero a ripetersi anche agli inizi del secolo successivo, consumati dall'esercito del re Ladislao di Napoli (detto Re Guastagrano) che, nel 1409, invase la Toscana con il favore di papa Gregorio XII e si attestò per due anni nella Chiana, per contrapporsi all'espansione fiorentina.

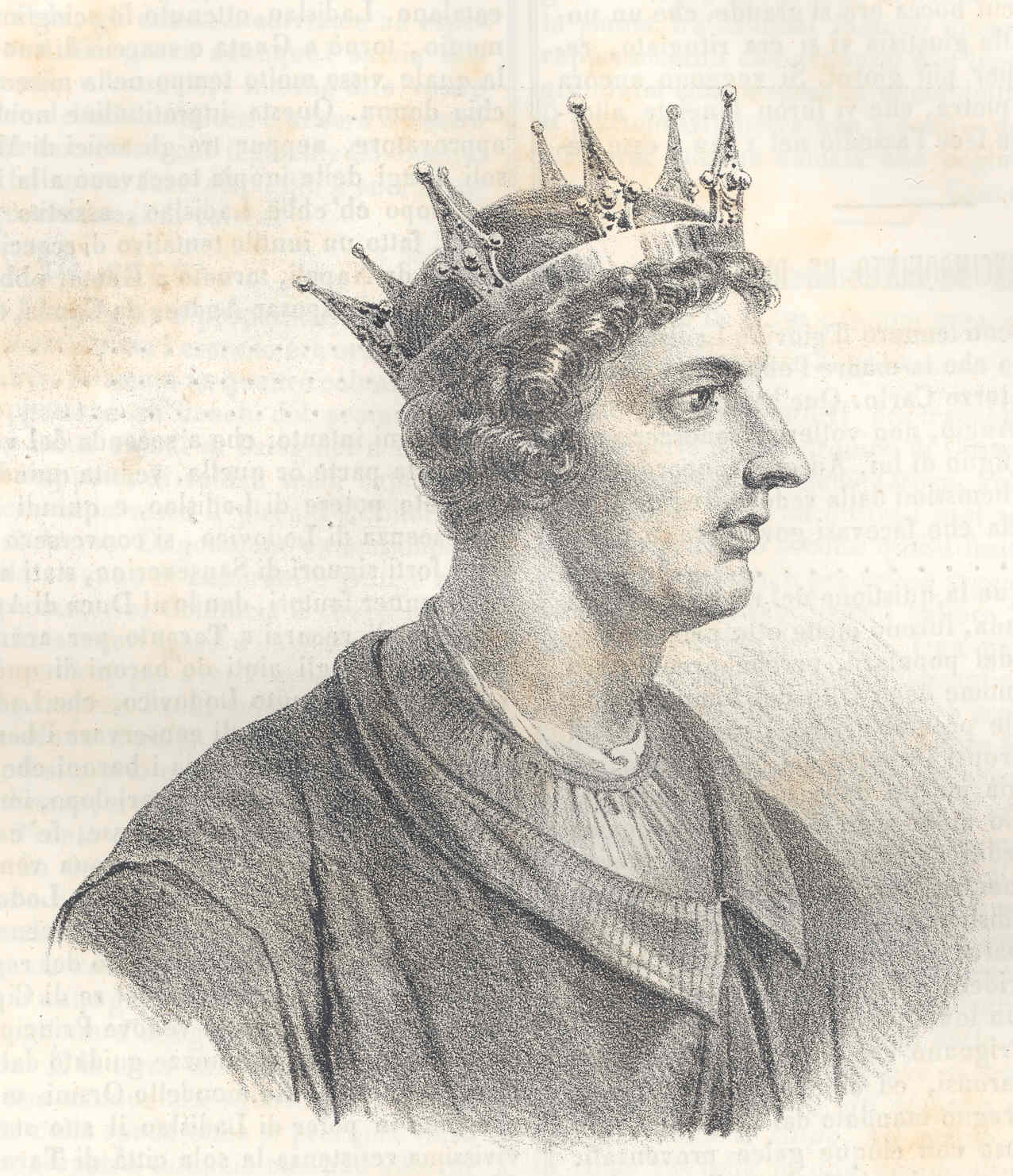
Ladislao di Napoli
«Re Guastagrano»